# Wang Liangyao
Wang Liangyao (chiń. 王椋瑶, ur. 21 listopada 2003) – chińska skoczkini narciarska. Uczestniczka mistrzostw świata (2023) oraz mistrzostw świata juniorów (2020 i 2023).

## Przebieg kariery
W FIS Cupie zadebiutowała 5 października 2019, zajmując 30. miejsce w Villach. W styczniu 2020 dwukrotnie zwyciężyła w zawodach tego cyklu w Rastbüchl. Wystąpiła na Mistrzostwach Świata Juniorów 2020, na których zajęła 36. miejsce indywidualnie i 14. w drużynie mieszanej.
W lipcu 2021 w swoim pierwszym występie w Letnim Pucharze Kontynentalnym zajęła 17. pozycję w Kuopio. W sierpniu 2021 zdobyła punkty w debiucie w Letnim Grand Prix, zajmując 26. miejsce we Frenštácie, a następnie stanęła na podium konkursu LPK w Râșnovie, który ukończyła na 2. lokacie. 31 grudnia 2021 zadebiutowała w Pucharze Świata, zajmując 39. miejsce w zawodach w Ljubnie.
Na Mistrzostwach Świata Juniorów 2023 zajęła 21. miejsce indywidualnie i 12. w drużynie mieszanej. 17 lutego 2023 zdobyła pierwsze w karierze punkty Pucharu Świata, konkurs w Râșnovie kończąc na 27. pozycji. Dzień później na tej samej skoczni była 23. Wystartowała na Mistrzostwach Świata w Narciarstwie Klasycznym 2023. Indywidualnie zajęła 40. miejsce na skoczni normalnej i 31. na dużej, a w drużynie kobiecej zajęła 8. lokatę.
W Letnim Grand Prix 2023 najwyżej sklasyfikowana była na 24. pozycji, 30 lipca w Courchevel. W sezonie zimowym 2023/2024 w jedynym występie w konkursie głównym Pucharu Świata została zdyskwalifikowana.

## Mistrzostwa świata
| Miejsce | Dzień     | Rok  | Miejscowość | Skocznia            | Punkt K | HS     | Konkurs  | Skok 1  | Skok 2 | Nota                  | Strata    | Zwycięzca          |
| ------- | --------- | ---- | ----------- | ------------------- | ------- | ------ | -------- | ------- | ------ | --------------------- | --------- | ------------------ |
| 40.     | 23 lutego | 2023 | Planica     | Srednja skakalnica  | K-95    | HS-102 | indywid. | 82,0 m  | –      | 81,3 pkt              | 167,8 pkt | Katharina Althaus  |
| 8.      | 25 lutego | 2023 | Planica     | Srednja skakalnica  | K-95    | HS-102 | druż.    | 82,0 m  | 83,5 m | 631,6 pkt (158,1 pkt) | 212,2 pkt | Niemcy             |
| 31.     | 1 marca   | 2023 | Planica     | Bloudkova velikanka | K-125   | HS-138 | indywid. | 104,5 m | –      | 83,7 pkt              | 180,5 pkt | Alexandria Loutitt |

## Mistrzostwa świata juniorów
| Miejsce | Dzień    | Rok  | Miejscowość    | Skocznia              | Punkt K | HS     | Konkurs      | Skok 1 | Skok 2 | Nota                  | Strata    | Zwyciężczyni       |
| ------- | -------- | ---- | -------------- | --------------------- | ------- | ------ | ------------ | ------ | ------ | --------------------- | --------- | ------------------ |
| 36.     | 5 marca  | 2020 | Oberwiesenthal | Fichtelbergschanzen   | K-95    | HS-105 | indywid.     | 76,5 m | –      | 56,7 pkt              | 182,2 pkt | Marita Kramer      |
| 14.     | 8 marca  | 2020 | Oberwiesenthal | Fichtelbergschanzen   | K-95    | HS-105 | druż. miesz. | 78,0 m | –      | 285,7 pkt (82,1 pkt)  | 737,6 pkt | Austria            |
| 21.     | 2 lutego | 2023 | Whistler       | Whistler Olympic Park | K-95    | HS-104 | indywid.     | 79,5 m | 82,0 m | 157,3 pkt             | 103,4 pkt | Alexandria Loutitt |
| 12.     | 5 lutego | 2023 | Whistler       | Whistler Olympic Park | K-95    | HS-104 | druż. miesz. | 92,5 m | –      | 329,1 pkt (104,1 pkt) | 591,1 pkt | Słowenia           |

## Puchar Świata

### Miejsca w klasyfikacji generalnej
| Sezon     | Miejsce |
| --------- | ------- |
| 2022/2023 | 49.     |

### Miejsca w poszczególnych konkursachPucharu Świata
stan po zakończeniu sezonu 2024/2025
| Źródło | Źródło      | Źródło      | Źródło      | Źródło                 | Źródło                 | Źródło     | Źródło  | Źródło  | Źródło    | Źródło    | Źródło     | Źródło     | Źródło       | Źródło       | Źródło      | Źródło     | Źródło     | Źródło     | Źródło     | Źródło    | Źródło    | Źródło    | Źródło      | Źródło      | Źródło | Źródło | Źródło | Źródło | Źródło | Źródło | Źródło | Źródło | Źródło | Źródło | Źródło | Źródło | Źródło | Źródło | Źródło | Źródło | Źródło | Źródło | Źródło | Źródło | Źródło | Źródło | Źródło | Źródło | Źródło |
| --- | ----------- | ----------- | ----------- | ---------------------- | ---------------------- | ---------- | ------- | ------- | --------- | --------- | ---------- | ---------- | ------------ | ------------ | ----------- | ---------- | ---------- | ---------- | ---------- | --------- | --------- | --------- | ----------- | ----------- | ------ | ------ | ------ | ------ | ------ | ------ | ------ | ------ | ------ | ------ | ------ | ------ | ------ | ------ | ------ | ------ | ------ | ------ | ------ | ------ | ------ | ------ | ------ | ------ | ------ |
| Sezon 2021/2022 |             |             |             |                        |                        |            |         |         |           |           |            |            |              |              |             |            |            |            |            |           |           |           |             |             |        |        |        |        |        |        |        |        |        |        |        |        |        |        |        |        |        |        |        |        |        |        |        |        |        |
| Niżny Tagił | Niżny Tagił | Lillehammer | Lillehammer | Klingenthal            | Klingenthal            | Ramsau     | Ljubno  | Ljubno  | Willingen | Willingen | Hinzenbach | Hinzenbach | Lillehammer  | Lillehammer  | Oslo        | Oslo       | Oberhof    | Oberhof    | punkty     | punkty    | punkty    | punkty    | punkty      | punkty      | punkty | punkty | punkty | punkty | punkty | punkty | punkty | punkty | punkty | punkty | punkty | punkty | punkty |        |        |        |        |        |        |        |        |        |        |        |        |
| q | q           | -           | -           | q                      | q                      | q          | 39      | 41      | -         | -         | -          | -          | -            | -            | -           | -          | -          | -          | 0          | 0         | 0         | 0         | 0           | 0           | 0      | 0      | 0      | 0      | 0      | 0      | 0      | 0      | 0      | 0      | 0      | 0      | 0      |        |        |        |        |        |        |        |        |        |        |        |        |
| Sezon 2022/2023 |             |             |             |                        |                        |            |         |         |           |           |            |            |              |              |             |            |            |            |            |           |           |           |             |             |        |        |        |        |        |        |        |        |        |        |        |        |        |        |        |        |        |        |        |        |        |        |        |        |        |
| Wisła | Wisła       | Lillehammer | Lillehammer | Titisee-Neustadt       | Villach                | Villach    | Ljubno  | Ljubno  | Sapporo   | Sapporo   | Zaō        | Zaō        | Hinterzarten | Hinterzarten | Willingen   | Willingen  | Hinzenbach | Hinzenbach | Râșnov     | Râșnov    | Oslo      | Oslo      | Lillehammer | Lillehammer | Lahti  | punkty |        |        |        |        |        |        |        |        |        |        |        |        |        |        |        |        |        |        |        |        |        |        |        |
| - | -           | -           | -           | -                      | -                      | -          | -       | -       | q         | q         | q          | 39         | -            | -            | -           | -          | q          | q          | 27         | 23        | -         | -         | -           | -           | -      | 12     |        |        |        |        |        |        |        |        |        |        |        |        |        |        |        |        |        |        |        |        |        |        |        |
| Sezon 2023/2024 |             |             |             |                        |                        |            |         |         |           |           |            |            |              |              |             |            |            |            |            |           |           |           |             |             |        |        |        |        |        |        |        |        |        |        |        |        |        |        |        |        |        |        |        |        |        |        |        |        |        |
| Lillehammer | Lillehammer | Engelberg   | Engelberg   | Garmisch-Partenkirchen | Oberstdorf             | Villach    | Villach | Sapporo | Sapporo   | Zaō       | Ljubno     | Ljubno     | Willingen    | Willingen    | Hinzenbach  | Hinzenbach | Lahti      | Oslo       | Oslo       | Trondheim | Trondheim | Vikersund | Planica     | punkty      | punkty | punkty | punkty | punkty | punkty | punkty | punkty | punkty | punkty | punkty | punkty | punkty | punkty | punkty | punkty | punkty | punkty | punkty |        |        |        |        |        |        |        |
| - | -           | -           | -           | -                      | -                      | -          | -       | q       | q         | -         | -          | -          | -            | -            | q           | dq         | -          | -          | -          | -         | -         | -         | -           | 0           | 0      | 0      | 0      | 0      | 0      | 0      | 0      | 0      | 0      | 0      | 0      | 0      | 0      | 0      | 0      | 0      | 0      | 0      |        |        |        |        |        |        |        |
| Sezon 2024/2025 |             |             |             |                        |                        |            |         |         |           |           |            |            |              |              |             |            |            |            |            |           |           |           |             |             |        |        |        |        |        |        |        |        |        |        |        |        |        |        |        |        |        |        |        |        |        |        |        |        |        |
| Lillehammer | Lillehammer | Zhangjiakou | Zhangjiakou | Engelberg              | Garmisch-Partenkirchen | Oberstdorf | Villach | Villach | Sapporo   | Sapporo   | Zaō        | Zaō        | Willingen    | Lake Placid  | Lake Placid | Ljubno     | Ljubno     | Hinzenbach | Hinzenbach | Oslo      | Vikersund | Lahti     | Lahti       | punkty      | punkty | punkty | punkty | punkty | punkty | punkty | punkty | punkty | punkty | punkty | punkty | punkty | punkty | punkty | punkty | punkty | punkty | punkty |        |        |        |        |        |        |        |
| q | q           | q           | q           | -                      | q                      | q          | q       | q       | q         | q         | -          | -          | -            | -            | -           | -          | -          | -          | -          | -         | -         | -         | -           | 0           | 0      | 0      | 0      | 0      | 0      | 0      | 0      | 0      | 0      | 0      | 0      | 0      | 0      | 0      | 0      | 0      | 0      | 0      |        |        |        |        |        |        |        |
| Legenda |             |             |             |                        |                        |            |         |         |           |           |            |            |              |              |             |            |            |            |            |           |           |           |             |             |        |        |        |        |        |        |        |        |        |        |        |        |        |        |        |        |        |        |        |        |        |        |        |        |        |
| 1 2 3 4-10 11-30 poniżej 30 dq – dyskwalifikacja q – dyskwalifikacja w kwalifikacjach q – zawodniczka nie zakwalifikowała się - – zawodniczka nie wystartowała |             |             |             |                        |                        |            |         |         |           |           |            |            |              |              |             |            |            |            |            |           |           |           |             |             |        |        |        |        |        |        |        |        |        |        |        |        |        |        |        |        |        |        |        |        |        |        |        |        |        |

## Letnie Grand Prix

### Miejsca w klasyfikacji generalnej
| Sezon | Miejsce |
| ----- | ------- |
| 2021  | 51.     |
| 2023  | 46.     |
| 2024  | 41.     |

### Miejsca w poszczególnych konkursachLGP
stan po zakończeniu LGP 2024
| 2021 |                  |                  |                |                   |                   |                   |        |        |        |        |        |        |        |        |        |        |        |        |        |        |        |        |        |        |        |
| Wisła 17.07 | Wisła 18.07      | Courchevel 06.08 | Frenštát 15.08 | Czajkowskij 11.09 | Czajkowskij 12.09 | Klingenthal 02.10 | punkty | punkty | punkty | punkty | punkty | punkty | punkty | punkty | punkty | punkty | punkty | punkty | punkty | punkty | punkty | punkty | punkty | punkty | punkty |
| - | -                | -                | 26             | q                 | 30                | q                 | 6      | 6      | 6      | 6      | 6      | 6      | 6      | 6      | 6      | 6      | 6      | 6      | 6      | 6      | 6      | 6      | 6      | 6      | 6      |
| 2023 |                  |                  |                |                   |                   |                   |        |        |        |        |        |        |        |        |        |        |        |        |        |        |        |        |        |        |        |
| Courchevel 29.07 | Courchevel 30.07 | Szczyrk 05.08    | Szczyrk 06.08  | Râșnov 23.09      | Râșnov 24.09      | Klingenthal 07.10 | punkty | punkty | punkty | punkty | punkty | punkty | punkty | punkty | punkty | punkty | punkty | punkty | punkty | punkty | punkty | punkty | punkty | punkty | punkty |
| 26 | 24               | 26               | 33             | -                 | -                 | -                 | 17     | 17     | 17     | 17     | 17     | 17     | 17     | 17     | 17     | 17     | 17     | 17     | 17     | 17     | 17     | 17     | 17     | 17     | 17     |
| 2024 |                  |                  |                |                   |                   |                   |        |        |        |        |        |        |        |        |        |        |        |        |        |        |        |        |        |        |        |
| Courchevel 13.08 | Courchevel 14.08 | Râșnov 21.09     | Râșnov 22.09   | Klingenthal 05.10 | punkty            | punkty            | punkty | punkty | punkty | punkty | punkty | punkty | punkty | punkty | punkty | punkty | punkty | punkty | punkty | punkty | punkty | punkty | punkty |        |        |
| 37 | 36               | 24               | 22             | -                 | 16                | 16                | 16     | 16     | 16     | 16     | 16     | 16     | 16     | 16     | 16     | 16     | 16     | 16     | 16     | 16     | 16     | 16     | 16     |        |        |
| Legenda |                  |                  |                |                   |                   |                   |        |        |        |        |        |        |        |        |        |        |        |        |        |        |        |        |        |        |        |
| 1 2 3 4-10 11-30 poniżej 30 dq – dyskwalifikacja q – dyskwalifikacja w kwalifikacjach q – zawodniczka nie zakwalifikowała się - – zawodniczka nie wystartowała |                  |                  |                |                   |                   |                   |        |        |        |        |        |        |        |        |        |        |        |        |        |        |        |        |        |        |        |

## Puchar Interkontynentalny

### Miejsca w klasyfikacji generalnej
| Sezon     | Miejsce |
| --------- | ------- |
| 2024/2025 | 76.     |

### Miejsca w poszczególnych konkursachPucharu Interkontynentalnego
stan po zakończeniu sezonu 2024/2025
| Źródło                                                                            | Źródło            | Źródło        | Źródło        | Źródło      | Źródło      | Źródło              | Źródło              | Źródło         | Źródło         | Źródło        | Źródło        | Źródło      | Źródło      | Źródło | Źródło | Źródło | Źródło | Źródło | Źródło | Źródło | Źródło | Źródło | Źródło | Źródło | Źródło | Źródło | Źródło | Źródło | Źródło | Źródło | Źródło | Źródło | Źródło | Źródło | Źródło | Źródło | Źródło | Źródło | Źródło |
| --------------------------------------------------------------------------------- | ----------------- | ------------- | ------------- | ----------- | ----------- | ------------------- | ------------------- | -------------- | -------------- | ------------- | ------------- | ----------- | ----------- | ------ | ------ | ------ | ------ | ------ | ------ | ------ | ------ | ------ | ------ | ------ | ------ | ------ | ------ | ------ | ------ | ------ | ------ | ------ | ------ | ------ | ------ | ------ | ------ | ------ | ------ |
| Sezon 2024/2025                                                                   |                   |               |               |             |             |                     |                     |                |                |               |               |             |             |        |        |        |        |        |        |        |        |        |        |        |        |        |        |        |        |        |        |        |        |        |        |        |        |        |        |
| Zhangjiakou HS106                                                                 | Zhangjiakou HS106 | Notodden HS98 | Notodden HS98 | Falun HS100 | Falun HS100 | Bischofshofen HS142 | Bischofshofen HS142 | Eisenerz HS109 | Eisenerz HS109 | Oberhof HS100 | Oberhof HS100 | Lahti HS116 | Lahti HS116 | punkty | punkty | punkty | punkty | punkty | punkty | punkty | punkty | punkty | punkty | punkty | punkty | punkty | punkty | punkty | punkty | punkty | punkty | punkty |        |        |        |        |        |        |        |
| 18                                                                                | 17                | -             | -             | -           | -           | -                   | -                   | -              | -              | -             | -             | -           | -           | 27     | 27     | 27     | 27     | 27     | 27     | 27     | 27     | 27     | 27     | 27     | 27     | 27     | 27     | 27     | 27     | 27     | 27     | 27     |        |        |        |        |        |        |        |
| Legenda                                                                           |                   |               |               |             |             |                     |                     |                |                |               |               |             |             |        |        |        |        |        |        |        |        |        |        |        |        |        |        |        |        |        |        |        |        |        |        |        |        |        |        |
| 1 2 3 4-10 11-30 poniżej 30 dq – dyskwalifikacja - – zawodniczka nie wystartowała |                   |               |               |             |             |                     |                     |                |                |               |               |             |             |        |        |        |        |        |        |        |        |        |        |        |        |        |        |        |        |        |        |        |        |        |        |        |        |        |        |

## Puchar Kontynentalny

### Miejsca w klasyfikacji generalnej
| Sezon     | Miejsce |
| --------- | ------- |
| 2021/2022 | 53.     |

### Miejsca w poszczególnych konkursachPucharu Kontynentalnego
| Źródło                                                                            | Źródło      | Źródło    | Źródło    | Źródło   | Źródło   | Źródło    | Źródło    | Źródło     | Źródło     | Źródło    | Źródło    | Źródło   | Źródło   | Źródło      | Źródło      | Źródło | Źródło | Źródło | Źródło | Źródło | Źródło | Źródło | Źródło | Źródło | Źródło | Źródło | Źródło | Źródło | Źródło | Źródło | Źródło | Źródło | Źródło | Źródło | Źródło | Źródło | Źródło | Źródło | Źródło |
| --------------------------------------------------------------------------------- | ----------- | --------- | --------- | -------- | -------- | --------- | --------- | ---------- | ---------- | --------- | --------- | -------- | -------- | ----------- | ----------- | ------ | ------ | ------ | ------ | ------ | ------ | ------ | ------ | ------ | ------ | ------ | ------ | ------ | ------ | ------ | ------ | ------ | ------ | ------ | ------ | ------ | ------ | ------ | ------ |
| Sezon 2021/2022                                                                   |             |           |           |          |          |           |           |            |            |           |           |          |          |             |             |        |        |        |        |        |        |        |        |        |        |        |        |        |        |        |        |        |        |        |        |        |        |        |        |
| Zhangjiakou                                                                       | Zhangjiakou | Vikersund | Vikersund | Notodden | Notodden | Innsbruck | Innsbruck | Brotterode | Brotterode | Park City | Park City | Whistler | Whistler | Lake Placid | Lake Placid | punkty | punkty | punkty | punkty | punkty | punkty | punkty | punkty | punkty | punkty | punkty | punkty | punkty | punkty | punkty | punkty | punkty | punkty | punkty |        |        |        |        |        |
| 9                                                                                 | 7           | -         | -         | -        | -        | -         | -         | -          | -          | -         | -         | -        | -        | -           | -           | 65     | 65     | 65     | 65     | 65     | 65     | 65     | 65     | 65     | 65     | 65     | 65     | 65     | 65     | 65     | 65     | 65     | 65     | 65     |        |        |        |        |        |
| Legenda                                                                           |             |           |           |          |          |           |           |            |            |           |           |          |          |             |             |        |        |        |        |        |        |        |        |        |        |        |        |        |        |        |        |        |        |        |        |        |        |        |        |
| 1 2 3 4-10 11-30 poniżej 30 dq – dyskwalifikacja - – zawodniczka nie wystartowała |             |           |           |          |          |           |           |            |            |           |           |          |          |             |             |        |        |        |        |        |        |        |        |        |        |        |        |        |        |        |        |        |        |        |        |        |        |        |        |

## Letni Puchar Kontynentalny

### Miejsca w klasyfikacji generalnej
| Sezon | Miejsce |
| ----- | ------- |
| 2021  | 7.      |

### Miejsca w poszczególnych konkursachLetniego Pucharu Kontynentalnego
| Źródło                                                                            | Źródło | Źródło | Źródło | Źródło | Źródło | Źródło | Źródło | Źródło | Źródło | Źródło | Źródło | Źródło | Źródło | Źródło | Źródło | Źródło | Źródło | Źródło | Źródło | Źródło | Źródło | Źródło | Źródło | Źródło | Źródło | Źródło |
| --------------------------------------------------------------------------------- | ------ | ------ | ------ | ------ | ------ | ------ | ------ | ------ | ------ | ------ | ------ | ------ | ------ | ------ | ------ | ------ | ------ | ------ | ------ | ------ | ------ | ------ | ------ | ------ | ------ | ------ |
| 2021                                                                              |        |        |        |        |        |        |        |        |        |        |        |        |        |        |        |        |        |        |        |        |        |        |        |        |        |        |
| Kuopio                                                                            | Kuopio | Râșnov | Râșnov | Oslo   | Oslo   | punkty | punkty | punkty | punkty | punkty | punkty | punkty | punkty | punkty | punkty | punkty | punkty | punkty | punkty | punkty | punkty | punkty | punkty | punkty |        |        |
| 15                                                                                | 17     | 2      | 4      | -      | -      | 160    | 160    | 160    | 160    | 160    | 160    | 160    | 160    | 160    | 160    | 160    | 160    | 160    | 160    | 160    | 160    | 160    | 160    | 160    |        |        |
| Legenda                                                                           |        |        |        |        |        |        |        |        |        |        |        |        |        |        |        |        |        |        |        |        |        |        |        |        |        |        |
| 1 2 3 4-10 11-30 poniżej 30 dq – dyskwalifikacja - – zawodniczka nie wystartowała |        |        |        |        |        |        |        |        |        |        |        |        |        |        |        |        |        |        |        |        |        |        |        |        |        |        |